# Pteralyxia laurifolia
Pteralyxia laurifolia är en oleanderväxtart som först beskrevs av Conrad Loddiges, och fick sitt nu gällande namn av A.J.M. Leeuwenberg. Pteralyxia laurifolia ingår i släktet Pteralyxia och familjen oleanderväxter. Inga underarter finns listade i Catalogue of Life.